# Schnirelmann-Dichte
Die Schnirelmann-Dichte soll in der additiven Zahlentheorie die „Dichtheit“ einer Folge quantifizieren. Sie ist stets wohldefiniert, auch wenn die asymptotische Dichte einer Folge nicht existiert.

## Definition
Sei {\displaystyle A\subseteq \mathbb {N} } eine Menge natürlicher Zahlen und {\displaystyle A_{\leq n}=\{a\in A|a\leq n\}}. Dann ist ihre Schnirelmann-Dichte
{\displaystyle \sigma A=\inf _{n\to \infty }{\frac {\left|A_{\leq n}\right|}{n}}}.
Aus der Definition folgt
{\displaystyle \sigma A=0\Rightarrow \forall \epsilon >0\ \exists n.\left|A_{\leq n}\right|<\epsilon n}
und
{\displaystyle \forall k.k\notin A\Rightarrow \sigma A\leq 1-1/k}.
Es gilt also insbesondere
{\displaystyle 1\notin A\Rightarrow \sigma A=0}  und
{\displaystyle 2\notin A\Rightarrow \sigma A\leq {\frac {1}{2}}}.
Damit sind die Schnirelmann-Dichten der geraden und ungeraden Zahlen jeweils {\displaystyle 0} und {\displaystyle \textstyle {\frac {1}{2}}}.

## Satz von Mann
Dieser Satz wurde 1942 von Henry Mann bewiesen:
Seien {\displaystyle A,B} Mengen natürlicher Zahlen und {\displaystyle A\oplus B:=(A\cup \{0\})+(B\cup \{0\})}.    Dann gilt:
{\displaystyle \sigma (A\oplus B)\geq \min(1,\sigma A+\sigma B).}

## Waringsches Problem
Sei {\displaystyle {\mathfrak {G}}^{k}=\{i^{k}\}_{i=1}^{\infty }}. Dann lässt sich das waringsche Problem wie folgt formulieren:
Für jedes {\displaystyle k\in \mathbb {N} } existiert ein {\displaystyle N(k)}, sodass {\displaystyle \sigma (N{\mathfrak {G}}^{k}={\mathfrak {G}}^{k}\oplus \cdot \cdot \cdot \oplus {\mathfrak {G}}^{k})=1}.
Jede natürliche Zahl lässt sich also als Summe aus {\displaystyle N} {\displaystyle k}-Potenzen darstellen.